# Guillaume Bottazzi

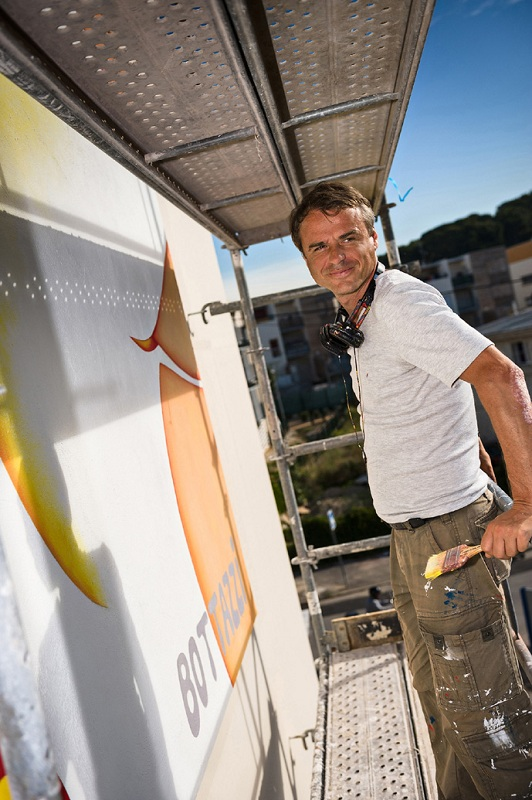
Guillaume Botazzi, 2013

Guillaume Bottazzi (* 25. Juli 1971 in Lyon) ist ein französischer Maler.

## Biografie
Er widmet sich seit seinem 17. Lebensjahr der Kunst. Er hat in Italien, Frankreich, Belgien, Japan und den Vereinigten Staaten gelebt. Seit 1992 realisiert er Werke auf spezifischen Stätten.
In Japan malte er 2011 ein 900 Quadratmeter großes Gemälde an die Wand des Miyanomori International Museum of Art.
2016 stellte er zum Gedenken an die Opfer der Terroranschläge in Brüssel in Kooperation mit der Europäischen Kommission und der Französischen Botschaft ein 16 Meter hohes und 7 Meter breites Wandgemälde her.